# Three Dog Night (album)
Three Dog Night (anche noto come One) è il primo ed eponimo album in studio del gruppo rock statunitense Three Dog Night, pubblicato nel 1968.

## Tracce
1. One (Harry Nilsson) – 3:00
2. Nobody (Beth Beatty, Dick Cooper, Ernie Shelby) – 2:18
3. Heaven Is in Your Mind (Jim Capaldi, Steve Winwood, Chris Wood) – 2:55
4. It's for You (John Lennon, Paul McCartney) – 1:40
5. Let Me Go (Danny Whitten) – 2:24
6. Chest Fever (J.R. Robertson) – 4:40
7. Find Someone to Love (Johnny "Guitar" Watson) – 2:00
8. Bet No One Ever Hurt This Bad (Randy Newman) – 4:03
9. Don't Make Promises (Tim Hardin) – 2:45
10. The Loner (Neil Young) – 2:32
11. Try a Little Tenderness (Jimmy Campbell, Reginald Connelly, Harry M. Woods) – 4:05

## Formazione
- Danny Hutton – cori
- Chuck Negron – voce (1), cori
- Cory Wells – voce (2, 11), cori
- Jimmy Greenspoon – tastiera
- Michael Allsup – chitarra
- Joe Schermie – basso
- Floyd Sneed – batteria, percussioni